# Джок Старрок
Джок Старрок (англ. Jock Sturrock, 14 травня 1915 — 11 липня 1997) — австралійський яхтсмен.
Бронзовий призер Олімпійських Ігор 1956 року в класі 5,5 метра, учасник ігор 1948, 1952 та 1960 років.